# نووا بوژورنا
نووا بوژورنا (به صربی: Nova Božurna) یک منطقهٔ مسکونی در صربستان است که در پروکوپلیه واقع شده‌است. نووا بوژورنا ۲۳۹ نفر جمعیت دارد.